# العصب الشوكي الصدري 11

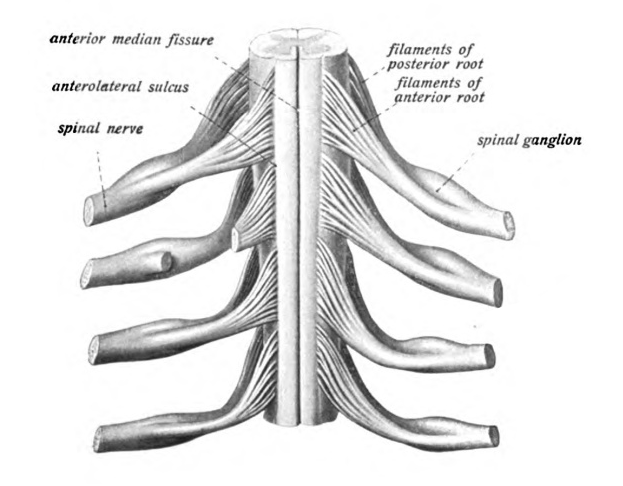
الحبل الشوكي مع الأعصاب الشوكية.

العصب الشوكي الصدري الحادي عشر (T11) هو عصب شوكي من القطعة الصدرية.
ينشأ من العمود الفقري من أسفل الفقرة الصدرية 11 (T11).